# Norbert Kohl
Norbert Kohl (* 23. August 1939 in Mainz) ist ein deutscher Anglist und Hochschullehrer.

## Leben und Wirken
Norbert Kohl studierte Anglistik, Romanistik und Philosophie an der Universität Frankfurt. Dort legte er 1966 das erste Staatsexamen für den höheren Schuldienst ab, das zweite Staatsexamen folgte nach seinem Referendariat 1968. Seine Promotion erfolgte 1968 an der Universität Frankfurt über „Das Wortspiel in der Shakespeareschen Komödie“. Anschließend arbeitete er als wissenschaftlicher Assistent und Wissenschaftlicher Oberrat und habilitierte sich 1979 an der Universität Freiburg/Br. Bis 2004 lehrte er dort als Professor für englische Literaturwissenschaft.
Norbert Kohl beschäftigt sich schwerpunktmäßig mit dem Leben und Werk von Oscar Wilde. Unter seiner Herausgeberschaft veröffentlichte der Insel-Verlag zahlreiche Werke englischsprachiger Autoren in deutscher Sprache.

## Veröffentlichungen (Auswahl)
- (mit Konrad Schröder): Bibliographie für das Studium der Anglistik. Drei Bände. Athenäum-Verlag, Homburg v. d. H. 1970–1973.
- (Hrsg.): Oscar Wilde. Leben und Werk in Daten und Bildern. Insel-Verlag, Frankfurt/M. 1976, ISBN 3-458-01858-1.
- (Hrsg.): Thomas de Quincey / Der Mord als eine schöne Kunst betrachtet. Insel-Verlag, Frankfurt/M. 1977, ISBN 3-458-31958-1.
- (Hrsg.): William Makepeace Thackeray / Das Buch der Snobs. Insel-Verlag, Frankfurt/M. 1979, ISBN 3-458-32072-5.
- (Hrsg.): London. Eine europäische Metropole in Texten und Bildern. Insel-Verlag, Frankfurt/M. 1979, ISBN 3-458-32022-9.
- Oscar Wilde. Das literarische Werk zwischen Provokation und Anpassung (= Anglistische Forschungen, Bd. 143). Winter, Heidelberg 1980, ISBN 3-533-02851-8 (= Habilitationsschrift Universität Freiburg/Br.) (engl. Übers.: Cambridge University Press, Cambridge 1989, ISBN 0-521-324637).
- (Hrsg.): William Shakespeare / Hamlet, Prinz von Dänemark. Insel-Verlag, Frankfurt/M. 1980, ISBN 3-458-32064-4.
- (Hrsg.): Oscar Wilde / Sämtliche Werke. Zehn Bände. Insel-Verlag, Frankfurt/M. 1982, ISBN 3-458-32282-5.
- (Hrsg.): Oscar Wilde / Das Bildnis des Dorian Gray. Insel-Verlag, Frankfurt/M. 1991, ISBN 3-458-16059-0.
- (Hrsg.): Oscar Wilde / Gedichte. Insel-Verlag, Frankfurt/M. 1992, ISBN 3-458-33155-7.
- (Hrsg.): Reisen mit Mark Twain. Vergnügliche Geschichten. Insel-Verlag, Frankfurt/M. 1994, ISBN 3-458-33294-4.
- (Hrsg.): Jonathan Swift / Betrachtungen über einen Besenstil. Eine Auswahl zum 250. Todestag. Insel-Verlag, Frankfurt/M. 1995, ISBN 3-458-33467-X.
- (Hrsg.): Mark Twain / Reisen ums Mittelmeer. Vergnügliche Geschichten. Insel-Verlag, Frankfurt/M. 1996, ISBN 3-458-33499-8.
- (Hrsg.): Ganz mein Herz dir hingegeben. Gedichte der englischen Romantik. Insel-Verlag, Frankfurt/M. 1998, ISBN 3-458-33880-2.
- (Hrsg.): Oscar Wilde / Bunbury oder wie wichtig es ist, ernst zu sein. Insel-Verlag, Frankfurt/M. 1998, ISBN 3-458-33935-3.
- Oscar Wilde. Leben und Werk. Insel-Verlag, Frankfurt/M. 2000, ISBN 3-458-17023-5.
- (Hrsg.): Oscar Wilde im Spiegel des Jahrhunderts. Erinnerungen, Kommentare, Deutungen. Insel-Verlag, Frankfurt/M. 2000, ISBN 3-458-34339-3.

Außerdem zahlreiche Aufsätze in Fachzeitschriften.